# ألد وليامز (لاعب اتحاد الرغبي)
ألد وليامز (بالإنجليزية: Aled Williams)‏ هو لاعب اتحاد الرغبي بريطاني، ولد في 26 يناير 1964 في كارديغان ‏ في المملكة المتحدة.